# Schönhörnchen
Die Schönhörnchen (Callosciurinae) sind eine Unterfamilie tropischer Hörnchen, die mit einem immensen Artenreichtum in Süd- und Südostasien verbreitet sind. Die Bezeichnung Schönhörnchen leitet sich dabei von den teilweise sehr variantenreichen Fellfarben ab.

## Merkmale
Viele Arten der Schönhörnchen sind rot, goldgelb oder weiß gefärbt und oft in leuchtenden Tönen gemustert. Die Schwänze sind mehr oder weniger buschig, die meisten Arten weisen keine Ohrbüschel auf. Zoologen fassen die Arten jedoch aufgrund verschiedener anatomischer Merkmale des Schädels und der Zähne in dieser Unterfamilie zusammen.
| 1 | · | 0 | · | 2 | · | 3 | = 22 |
| 1 | · | 0 | · | 1 | · | 3 | = 22 |

Alle Arten der Schönhörnchen besitzen im Oberkiefer pro Hälfte einen zu einem Nagezahn ausgebildeten Schneidezahn (Incisivus), dem eine Zahnlücke (Diastema) folgt. Hierauf folgen zwei Prämolare und drei Molare. Im Unterkiefer ist dagegen nur ein Prämolar ausgebildet. Insgesamt verfügen die Tiere damit über ein Gebiss aus 22 Zähnen.

## Lebensweise
Die meisten Schönhörnchen sind tagaktiv und an ein striktes Leben in den Bäumen, eine arboricole Lebensweise, angepasst.

## Systematik
Schönhörnchen wurden in kladistischen Analysen als eindeutig monophyletisches Taxon bestätigt. Die Gattung Exilisciurus ist hierin die Schwestergruppe zu allen übrigen Schönhörnchen.
Insgesamt werden die Schönhörnchen auf 14 Gattungen mit 68 Arten aufgeteilt:
- Echte Schönhörnchen (Callosciurus), 16 Arten
- Rotwangenhörnchen (Dremomys), 6 Arten
- Asiatische Zwerghörnchen (Exilisciurus), 3 Arten
- Gestreifte Palmenhörnchen (Funambulus), 5 Arten
- Borneo-Zwerghörnchen (Glyphotes), monotypisch
- Ferkelhörnchen (Hyosciurus), 2 Arten
- Schwarzstreifenhörnchen (Lariscus), 4 Arten
- Berdmore-Palmenhörnchen (Menetes), monotypisch
- Braune Zwerghörnchen (Nannosciurus), monotypisch
- Sulawesi-Zwerghörnchen (Prosciurillus), 7 Arten
- Langnasenhörnchen (Rhinosciurus), monotypisch
- Sulawesi-Riesenhörnchen (Rubrisciurus), monotypisch
- Sunda-Baumhörnchen (Sundasciurus), 20 Arten
- Baumstreifenhörnchen (Tamiops), 6 Arten

Der wissenschaftliche Name der Gattung Callosciurus setzt sich aus den griechischen Wörtern „callo“ für „schön“, „skia“ für „Schatten“ und „oura“ für „Schwanz“ zusammen.

## Belege
1. ↑  
Robert S. Hoffmann, Andrew T. Smith: Subfamily Callosciurinae. In: Andrew T. Smith, Yan Xie: A Guide to the Mammals of China. Princeton University Press, Princeton NJ 2008, ISBN 978-0-691-09984-2, S. 182.
2. ↑  
Peter W. W. Lurz, Virginia Hayssen, Kimberly Geissler, Sandro Bertolino: Callosciurus erythraeus (Rodentia: Sciuridae). In: Mammalian Species. Band 45, Nr. 902, 2013, S. 60–74, doi:10.1644/902.1.